# Rozetasti zvjezdan
Rozetasti zvjezdan (bijeli lijepi zvjezdan; lat. ''Bellidiastrum michelii, sin. Aster bellidiastrum), vrsta trajnice iz porodice glavočika.
Raširen je po Francuskoj, te Srednjoj i jugoistočnoj Europi, među kojima i u Hrvatskoj. Po nekim autorima pripada vlastitim monotipičnom rodu Bellidiastrum, dok je po drugima predstavnik roda Aster, ili zvjezdana.